# Луполи, Артуро
Артуро Луполи (итал. Arturo Lupoli; 24 июня 1987, Брешиа) — итальянский футболист, нападающий клуба «Пиза».

## Карьера
Игрок выступал за английские «Арсенал», «Дерби Каунти», «Норвич Сити» и «Шеффилд Юнайтед», а также итальянские клубы «Фиорентина», «Тревизо» и «Асколи».
Начинал свою карьеру игрок в молодёжном составе клуба «Парма». В своём первом сезоне игрок забил 45 мячей в 22 матчах, что было огромным успехом для молодого футболиста. Когда в 2004 году его контракт истёк, Луполи перешёл в резервы лондонского «Арсенала».
Дебют Луполи за клуб состоялся 27 октября 2004 года против «Манчестер Сити» в кубке футбольной лиги. В сезоне 2004/05 игрок в 27 матчах забил 32 гола за Резервы клуба. Однако молодому итальянцу не удалось закрепиться в основе лондонского клуба. В период с 2005 до 2007 года игрок провёл за канониров всего лишь 1 матч.
1 июля 2007 года Луполи подписал пятилетний контракт с флорентийской «Фиорентиной». Игрок скоро был отдан в аренду «Тревизо», где в 17 матчах забил 1 гол.
В июле 2008 года итальянским нападающим заинтересовался английский «Норвич Сити», а уже 22 июля Луполи попал в его состав. Игрок был отдан канарейкам в аренду на сезон. В 17 играх Чемпионшип Луполи отличился 4 раза.
2 января 2009 года «Норвич» расторг контракт с футболистом.
Через месяц Луполи вновь оказался в Англии. В «Шеффилд Юнайтед» игрок доиграл сезон 2008/09, где в 9 матчах забил 2 мяча.
Не сыграв в составе фиолетовых ни матча за почти 2 года, 25 июня 2009 года игрок перешёл в «Асколи».